# Angelica Moser
Angelica Moser (Plano, Estados Unidos, 9 de octubre de 1997) es una deportista suiza que compite en atletismo, especialista en la prueba de salto con pértiga.
Ganó una medalla de bronce en el Campeonato Mundial de Atletismo en Pista Cubierta de 2025, una medalla de oro en el Campeonato Europeo de Atletismo de 2024 y dos medallas de oro en el Campeonato Europeo de Atletismo en Pista Cubierta, en los años 2021 y 2025.
En los Juegos Europeos de Cracovia 2023 consiguió una medalla de bronce en la prueba de salto con pértiga. Participó en tres Juegos Olímpicos de Verano, entre los años 2016 y 2024, ocupando el cuarto lugar en París 2024, en la misma prueba.

## Palmarés internacional
| Campeonato Mundial en Pista Cubierta | Campeonato Mundial en Pista Cubierta | Campeonato Mundial en Pista Cubierta | Campeonato Mundial en Pista Cubierta |
| Año                                  | Lugar                                | Medalla                              | Prueba                               |
| ------------------------------------ | ------------------------------------ | ------------------------------------ | ------------------------------------ |
| 2025                                 | Nankín (China)                       | Medalla de bronce                    | Salto con pértiga                    |
| Juegos Europeos                      |                                      |                                      |                                      |
| Año                                  | Lugar                                | Medalla                              | Prueba                               |
| 2023                                 | Chorzów (Polonia)                    | Medalla de bronce                    | Salto con pértiga                    |
| Campeonato Europeo                   |                                      |                                      |                                      |
| Año                                  | Lugar                                | Medalla                              | Prueba                               |
| 2024                                 | Roma (Italia)                        | Medalla de oro                       | Salto con pértiga                    |
| Campeonato Europeo en Pista Cubierta |                                      |                                      |                                      |
| Año                                  | Lugar                                | Medalla                              | Prueba                               |
| 2021                                 | Toruń (Polonia)                      | Medalla de oro                       | Salto con pértiga                    |
| 2025                                 | Apeldoorn (Países Bajos)             | Medalla de oro                       | Salto con pértiga                    |